# San Juan de Gredos
San Juan de Gredos és un municipi de la província d'Àvila, a la comunitat autònoma de Castella i Lleó. Es va formar el 1975 de la unió de tres municipis: 
- Navacepeda de Tormes
- La Herguijuela
- San Bartolomé de Tormes